# Pseudarthria
Pseudarthria är ett släkte av ärtväxter. Pseudarthria ingår i familjen ärtväxter.
Kladogram enligt Catalogue of Life:
| Pseudarthria | \| \| Pseudarthria confertiflora \| \| \| \| \| \| Pseudarthria crenata \| \| \| \| \| \| Pseudarthria fagifolia \| \| \| \| \| \| Pseudarthria hookeri \| \| \| \| \| \| Pseudarthria macrophylla \| \| \| \| \| \| Pseudarthria viscida \| \| \| \| |
|              | \| \| Pseudarthria confertiflora \| \| \| \| \| \| Pseudarthria crenata \| \| \| \| \| \| Pseudarthria fagifolia \| \| \| \| \| \| Pseudarthria hookeri \| \| \| \| \| \| Pseudarthria macrophylla \| \| \| \| \| \| Pseudarthria viscida \| \| \| \| |
|              | Pseudarthria confertiflora |
|              | |
|              | Pseudarthria crenata |
|              | |
|              | Pseudarthria fagifolia |
|              | |
|              | Pseudarthria hookeri |
|              | |
|              | Pseudarthria macrophylla |
|              | |
|              | Pseudarthria viscida |
|              | |

## Bildgalleri

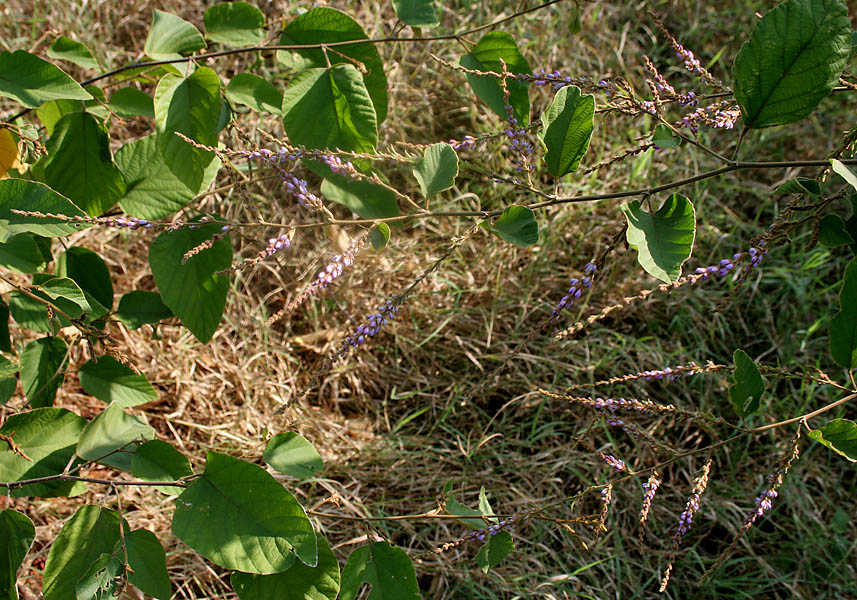